# Centro Comercial Parque Melilla
El Centro Comercial Murias Parque Melilla es el único centro comercial ubicado en la ciudad autónoma de Melilla, España. Inaugurado el 29 de noviembre de 2017, es el primer centro comercial de la ciudad y se erige sobre el antiguo Cuartel de Valenzuela, en la zona sureste, cerca de la frontera de Beni Enzar. Su construcción supuso una inversión de aproximadamente 50 millones de euros y fue desarrollado por el Grupo Murias.

## Historia
La idea de construir un centro comercial en Melilla surgió en la década de 2000, pero no fue hasta 2014 que se modificó el Plan General de Ordenación Urbana (PGOU) para permitir la construcción del centro. En 2016 se otorgaron los permisos definitivos y comenzaron las obras, que culminaron con la inauguración en noviembre de 2017. Este proyecto no solo fue un hito para la ciudad, sino que también generó numerosos empleos directos e indirectos, aproximadamente 580 directos y más de 800 indirectos.

## Descripción
Murias Parque Melilla tiene una superficie bruta alquilable (SBA) de más de 35.000 m², distribuidos en dos plantas abiertas. El centro comercial cuenta con más de 65 tiendas y servicios, incluyendo una amplia variedad de marcas nacionales e internacionales. Además, dispone de un aparcamiento gratuito con capacidad para 1.350 vehículos, incluyendo un sector para la recarga de vehículos eléctricos.

## Establecimientos
El Centro Comercial alberga una variada selección de tiendas, que incluyen grandes marcas nacionales e internacionales en moda, calzado, electrónica, deportes y más. Entre las principales tiendas se encuentran Primark, Bershka, Pull&Bear, Stradivarius, Lefties, Cortefiel, Springfield, Guess o Mayoral en moda y calzado. Además, ofrece tiendas de electrónica como Media Markt, de perfumería y cosmética como Primor, y de deportes como Decathlon y JD Sports. Para el hogar y la decoración, cuenta con Leroy Merlin y JYSK. En el sector de alimentación, destaca Family Cash. También incluye diversas opciones de restauración como Burger King y KFC, así como un completo abanico de opciones de ocio, como Fusion Park, un parque de trampolines y entretenimiento activo, junto con Fusion Sport Centers para los amantes del fitness.